# Каћуша (песма)
Каћуша (рус. Катюша — Катјуша) је руска песма о девојци која чезне за својим вољеним који је у војсци. Музику је 1938. године компоновао Матвеј Блантер док је речи написао Михаил Исаковски. Први пут ју је извела тада популарна певачица Лидија Русланова.
Каћуша је деминутив надимка имена Јекатарина (рус. Екатерина — Јекатерина). У руском језику поред надимка многа имена имају и своје представнике у деминутиву. На пример деминутив од Наталија је Наташа, Сергеј је Серјожа итд. У случају Јекатерине, Каћа (рус. Катя — Катја) је надимак док је Каћуша деминутив.
По овој руској песми имена су добили вишецевни ракетни лансери БМ-8, БМ-13 и БМ-31 произведени и коришћени од стране Црвене армије током Другог светског рата.

## Речи
Оригиналне речи у руској азбуци и превод на српски језик.
| -{Расцветали яблони и груши, Поплыли туманы над рекой; Выходила на берег Катюша, На высокий берег, на крутой. Выходила, песню заводила Про степного, сизого орла, Про того, которого любила, Про того, чьи письма берегла. Ой, ты песня, песенка девичья, Ты лети за ясным солнцем вслед, И бойцу на дальнем пограничье От Катюши передай привет. Пусть он вспомнит девушку простую, Пусть услышит, как она поёт, Пусть он землю бережёт родную, А любовь Катюша сбережёт.}- | Каћуша Процветале јабуке и крушке, развила се магла над реком. Излазила на обалу Каћуша, На високу обалу, на стрмину. Излазила, песму задевала, о степском, сињем орлу, о оном, кога је волела, о оном, чија писма чувала. О, ти песмо, девојачка песмо, ти лети за јасним сунцем, и војнику на далекој граници, од Каћуше пренеси поздрав. Нек' се сети девојке обичне, Нек' послуша, како она пева, нек' земљу чува родну, а љубав ће Каћуша сачувати. |